# Премия за инновации в области альтернативных видов топлива для транспорта
Премия за инновации в области альтернативных видов топлива для транспорта (ивр. פרס ראש הממשלה לחדשנות בתחום תחליפי נפט‎, англ. The Eric and Sheila Samson Prime Minister's Prize for Innovation in Alternative Fuels for Transportation) — международная премия главы правительства Израиля, присуждаемая людям за инновации или научные, технологические прорывы в области альтернативных видов топлива для транспорта. 
Премия является частью правительственной программы, цель которой состоит в переводе транспорта в Израиле на альтернативные источники энергии.  

## История
Премия учреждена в 2013 году Кабинетом министров Израиля, Министерством науки, технологии и космоса Израиля и фондом Керен ха-Йесод. Размер премии — 1 млн долларов США. Кандидатуры лауреатов отбираются международной экспертной комиссией из большого числа кандидатов, рекомендованных президентами университетов и научно-исследовательских институтов, а также промышленными менеджерами в Израиле и в мире, и одобряются попечительским советом.  
Первая премия была вручена в Тель-Авиве в 2013 году премьером-министр Израиля профессору химии Университета Южной Калифорнии (USC) Г.К. Сурье Пракашу и нобелевскому лауреату Джорджу Олаху в знак признания их работы в области экономии метанола была вручена им на церемонии в рамках Bloomberg Fuel Choices Summit. 
В 2014 году премьер-министр Биньямин Нетаньяху и министр науки Яков Перри объявили двух лауреатов премии, которыми стали профессор Михаэль Грэтцель (Швейцарский федеральный институт технологий, Швейцария) — за сследования в разработке нового солнечного элемента, который имитирует фотосинтез, и профессор Томас Мейер (Университет Северной Каролины, США) — за вклад в исследование процесса искусственного фотосинтеза и получение топлива путем разделения воды на водород и кислород.  
В 2015 году Нетаньяху вручил премию профессору факультета химии Калифорнийского университета в Беркли Джей Кислинг и профессору факультета машиностроения Техасского университета в Остине Джону Гуденафу за их работы в области биотоплива и перезаряжаемых литий-ионных батарей.  
В 2016 году Лауреатами премии стали Меркуриос Канадзидис и Герогори Стефанопулос за разработку наноструктурированных термоэлектрических материалов и использование микробов для производства биотоплива. 
В 2017 году лауреатами премии стали профессор Йенс Нильсен из Технического университета Чалмерса (Швеция) и профессор Жан-Мари Тараскон из научно-исследовательского учебного учреждения "Коллеж де Франс" (Франция).
В 2018 году победителями премии стали профессор химии в Университете Бар Илан в Израиле Дорон Аурбах — за разработку новых батарей на основе магния, и старший вице-президент по технологиям в Neste Oyj доктор Ларс Питер Линдфорс — за исследование новых способов производства биодизельного топлива.  
Лауреатами премии в 2019 году стали профессор Леонард Шульман и декан Корейского передового института технологий Сан Йоп Ли.   
в 2021 году победителями стали сразу семь израильских учёных: профессор Авнер Ротшильд и профессор Гидеон Гардер, а также доктор Яир Кармон, доктор Янив Романо, доктор Мор Ницан, доктор Идо Хадар, профессор Омри Вайнштейн.   